# Оселна (Софийская область)
Оселна (болг. Оселна) — село в Болгарии. Находится в Софийской области, входит в общину Етрополе. Население составляет 10 человек (2022).

## Политическая ситуация
В местном кметстве Брусен, в состав которого входит Оселна, должность кмета (старосты) исполняет Гинка Атанасова Цолова (Болгарская социалистическая партия (БСП)) по результатам выборов правления кметства.
Кмет (мэр) общины Етрополе — Богомил Борисов Георгиев (Граждане за европейское развитие Болгарии (ГЕРБ)) по результатам выборов в правление общины.